# Luthergedenkplaatsen in Eisleben en Wittenberg
De Luthergedenkplaatsen in Eisleben en Wittenberg zijn twee gebouwen in Eisleben en vier gebouwen in Wittenberg, die direct verbonden zijn met het leven van de reformator Maarten Luther en zijn naaste medewerker Philipp Melanchthon. De gebouwen behoren tot het werelderfgoed van de UNESCO.

## Gedenkplaatsen
- Luthers geboortehuis (Eisleben)
- Luthers sterfhuis (Eisleben)
- Lutherhuis (Wittenberg)
- Melanchthonhuis (Wittenberg)
- Stadskerk (Wittenberg)
- Slotkerk (Wittenberg)

## Reden aanwijzing
De gebouwen zijn aangewezen als werelderfgoed vanwege hun verbinding met de Reformatie, een beweging die grote politieke, godsdienstige en culturele gevolgen heeft gehad. De gebouwen zijn niet van uitzonderlijke kunsthistorische waarde, hoewel de stadskerk en de slotkerk vroege voorbeelden zijn van kerken die voor de protestantse eredienst zijn ingericht.
Naast hun betekenis als gedenkplaatsen van de Reformatie zijn de gebouwen ook belangrijke voorbeelden van de omgang van het negentiende-eeuwse Duitse historisme met middeleeuwse bouwwerken. De gebouwen zijn in deze periode zwaar gerestaureerd en bevatten daardoor de nodige, in de praktijk vaak neogotische, toevoegingen.

## Externe links

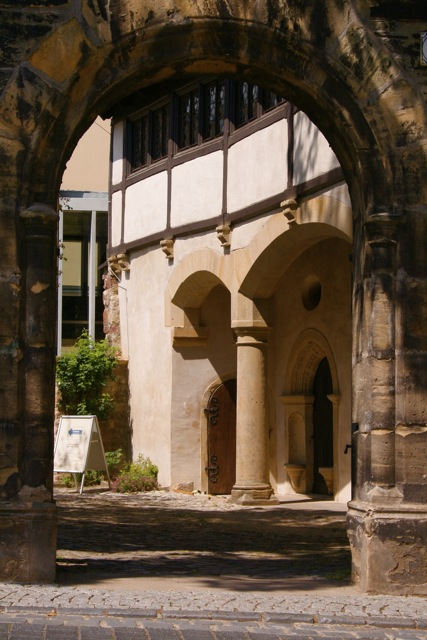
Binnenhof van Luthers geboortehuis
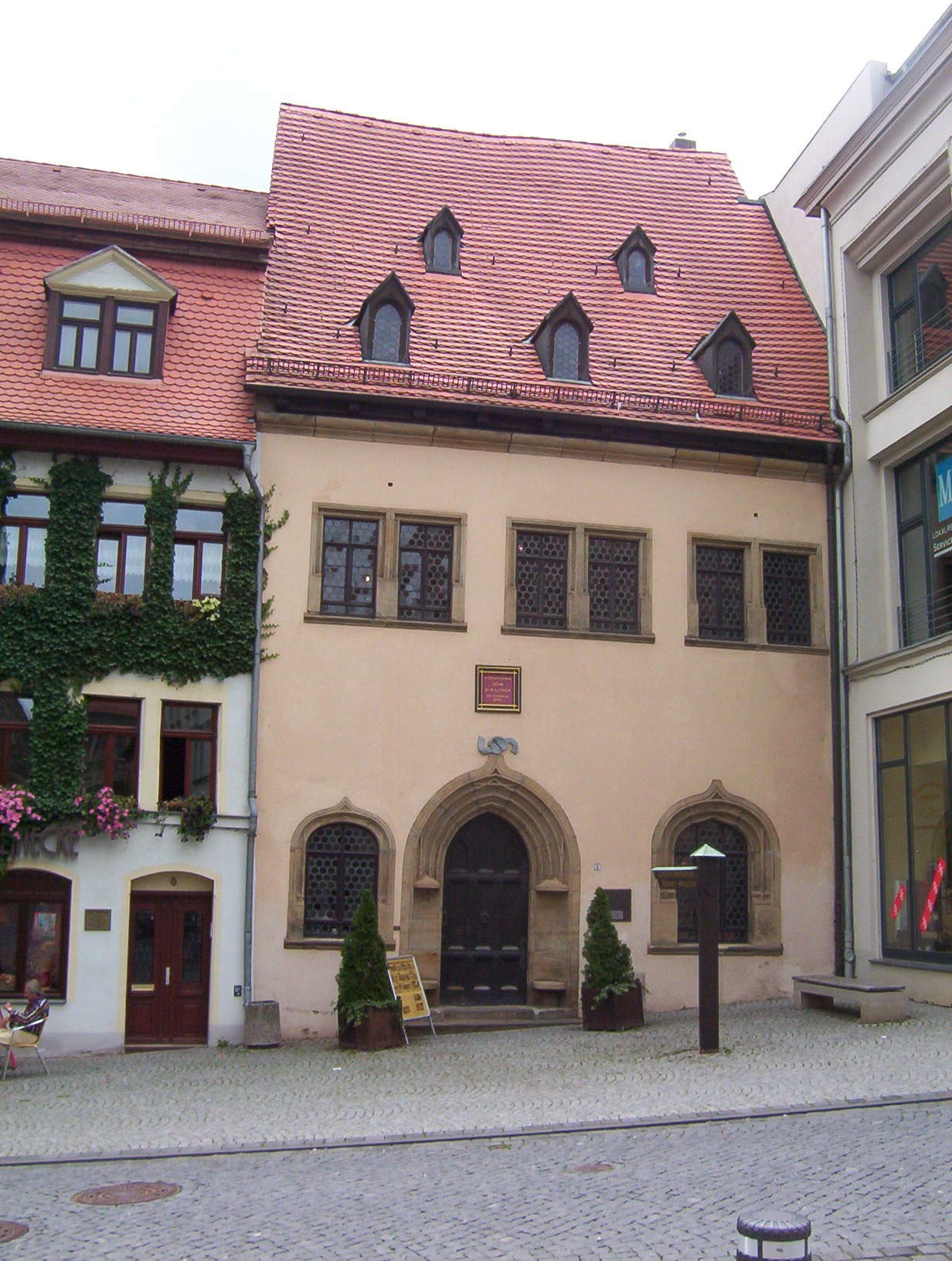
Luthers sterfhuis
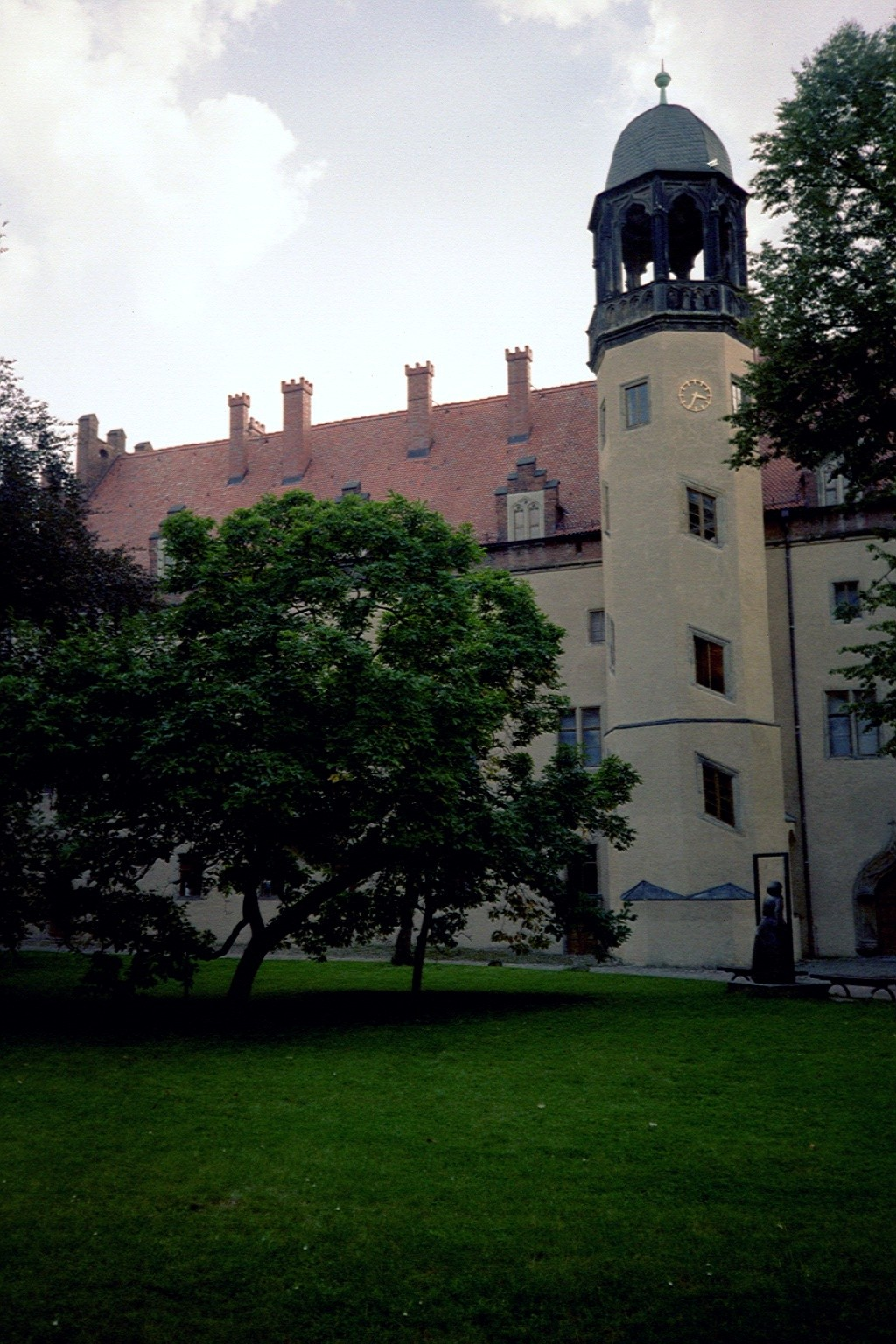
Lutherhuis
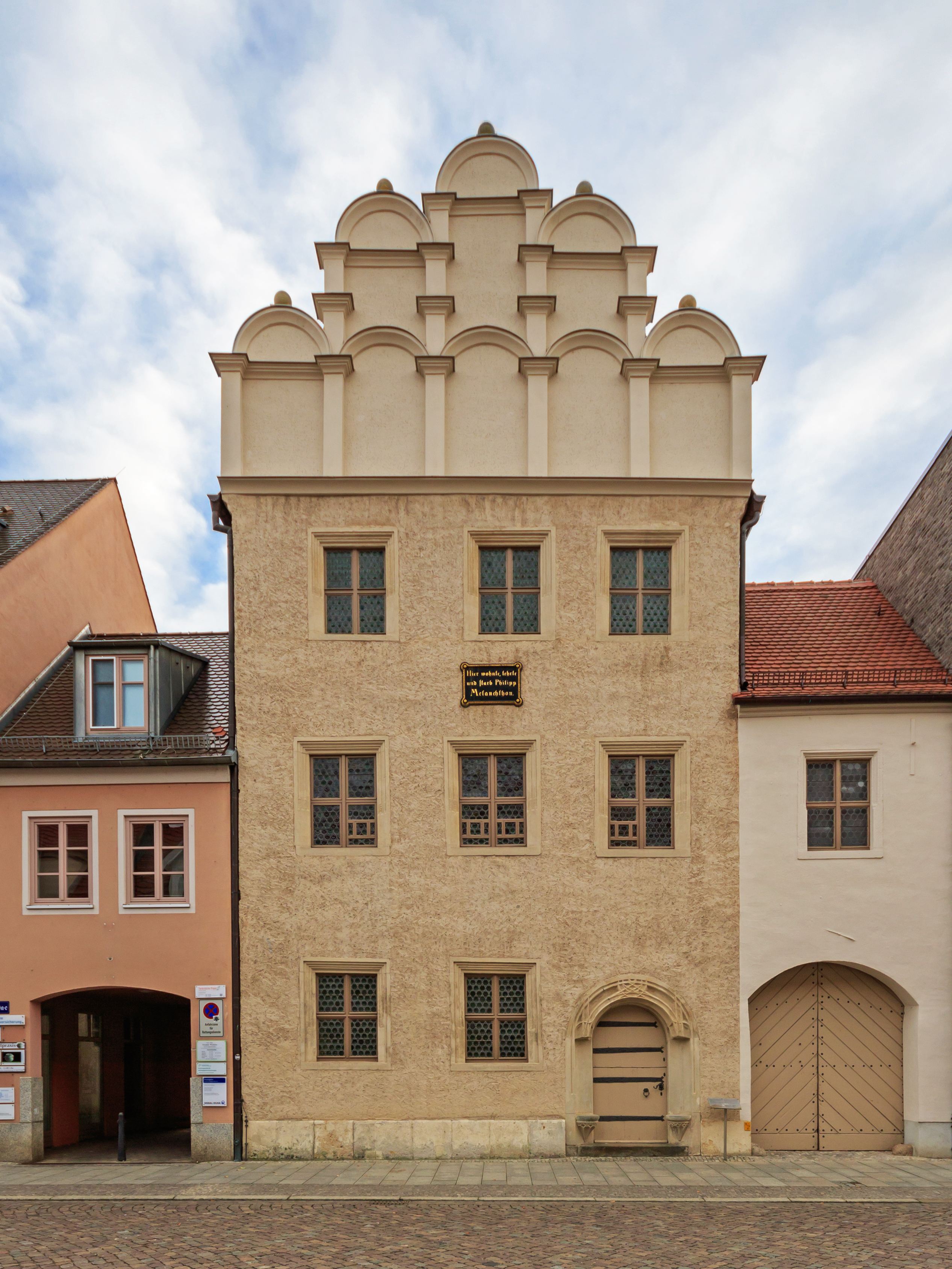
Melanchtonhuis
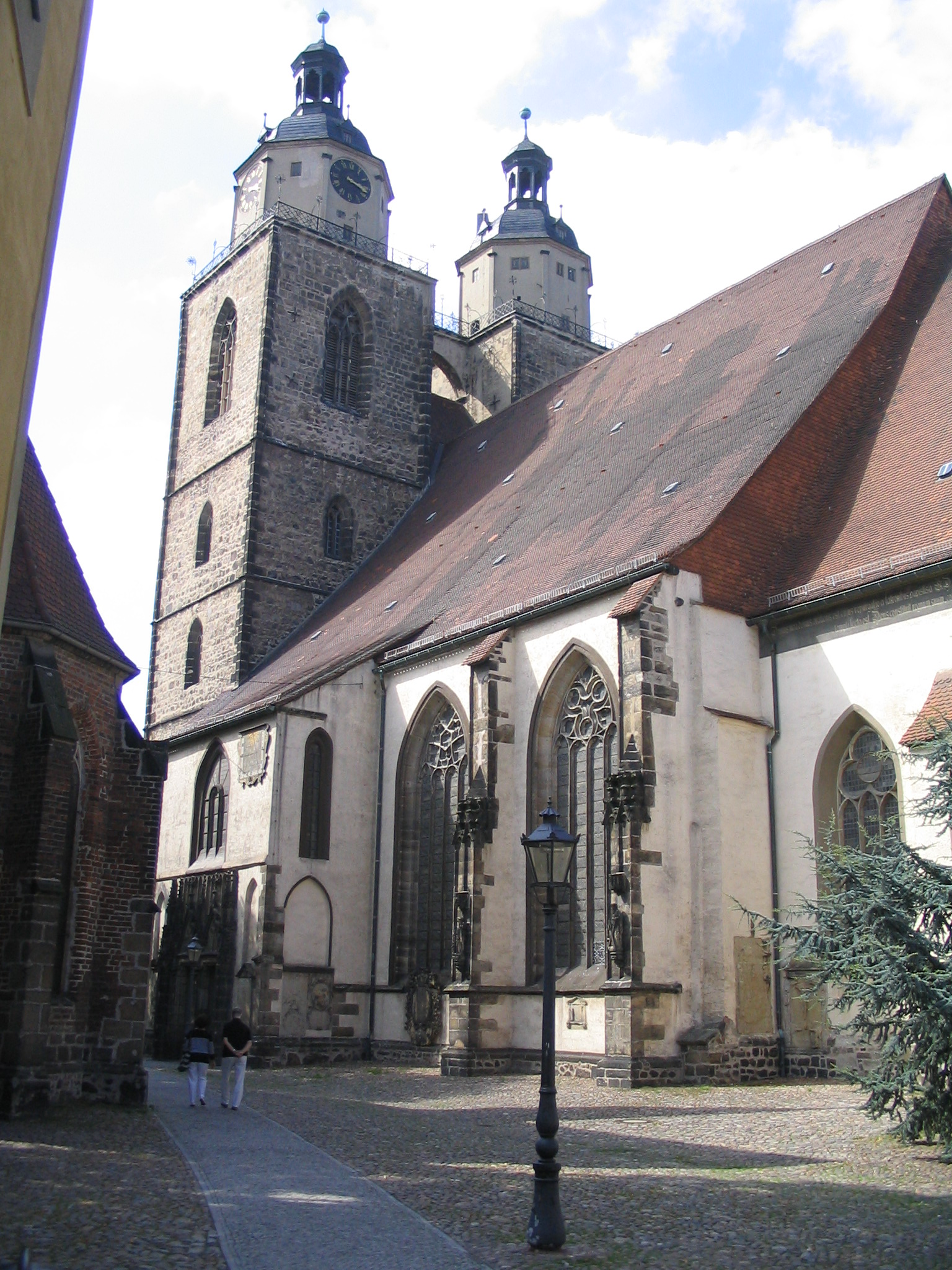
Stadskerk
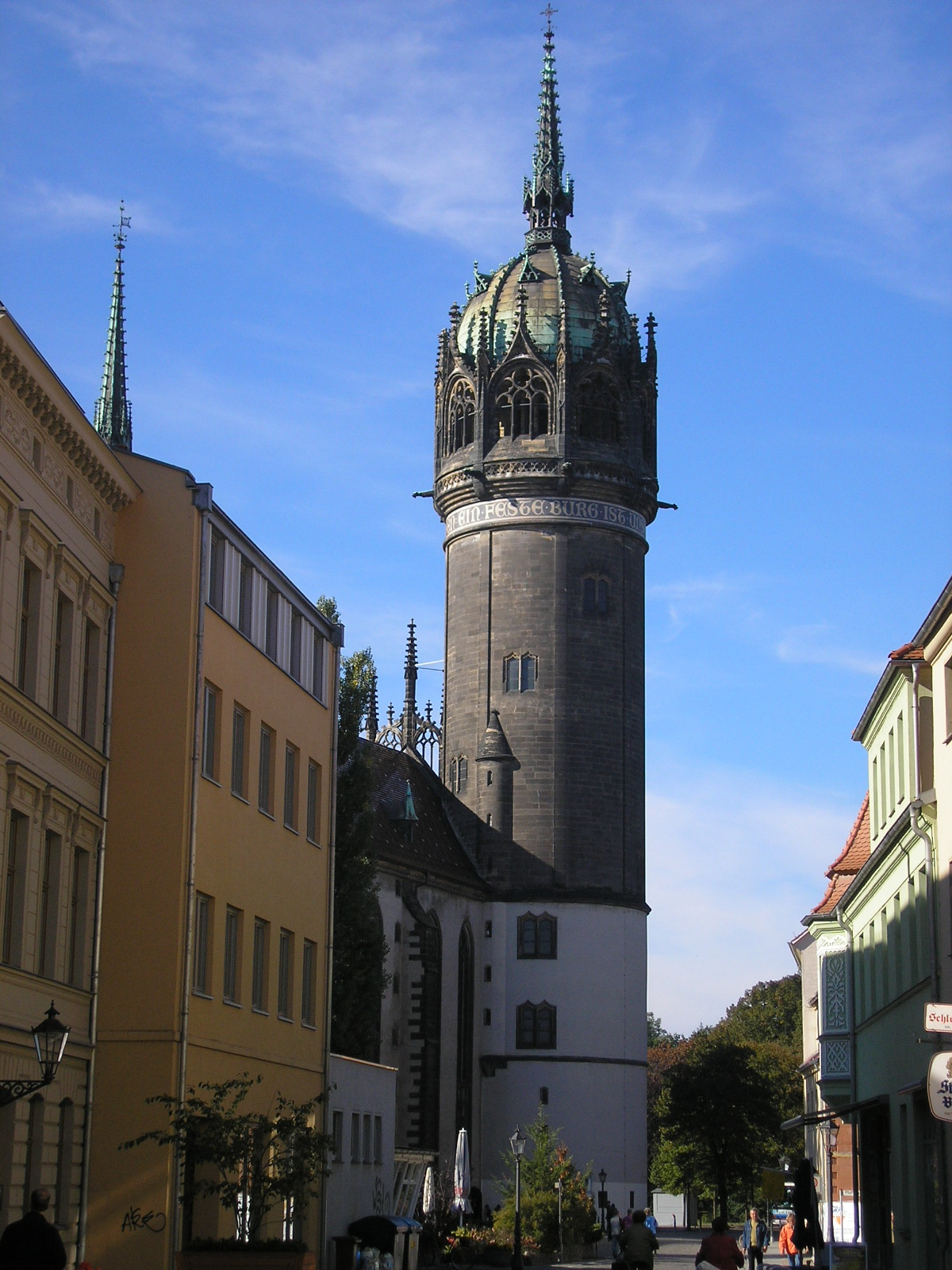
Slotkerk